# هارلانج
هارلانج (به لاتین: Harlange) یک منطقهٔ مسکونی در لوکزامبورگ است که در لاک دو لا اوت-سور واقع شده‌است.